# دهه ۱۸۹۰ در جامعه‌شناسی
در دهه ۱۸۹۰ در جامعه‌شناسی (به انگلیسی: 1890s in sociology) رویدادهای زیر رخ داد:

## ۱۸۹۰
- از جیمز فریزر کتاب شاخه زرین منتشر شد.
- از آلفرد مارشال کتاب اصول اقتصاد منتشر شد.
- از خوزه ریزال کتا بی حوصلگی فیلیپینی ها در مادرید منتشر شد.
- از جورج زیمل کتاب تمایز اجتماعی منتشر شد.
- از گابریل تارد کتاب قوانین تقلید منتشر شد.
- فرانک ویلسون بلکمار شروع به تدریس «عناصر جامعه‌شناسی» برای دانشجویان دانش‌آموخته در دانشگاه کانزاس، لارنس نمود. این به قدیمی‌ترین دوره جامعه‌شناسی ادامه‌دار در آمریکا تبدیل می‌شود

### تولد
- ۸ مارس: اسوالد فون نل-برونینگ

## ۱۸۹۱
- گروه تاریخ و جامعه‌شناسی در دانشگاه کانزاس تأسیس شد.
- از بئاتریس وب جنبش تعاون منتشر شد.
- از ادوارد وسترمارک تاریخ ازدواج انسان منتشر شد.

## ۱۸۹۲
- از آلبیون وودبری اسمال اولین گروه جامعه‌شناسی «مکتب جامعه‌شناسی شیکاگو» را تأسیس می‌کند.
- از شارلوت پرکینز گیلمن «تصویر زمینه زرد» منتشر شد.
- از جورج زیمل «مسائل فلسفه تاریخ» منتشر شد.

## ۱۸۹۳
- از امیل دورکیم «درباره تقسیم کار اجتماعی» منتشر شد.
- از لئونارد هابهاوس «جنبش کارگری» منتشر شد.
- جلد پایانی سرمایه کارل مارکس  منتشر شد (با ویرایش فریدریش انگلس).
- از جورج زیمل «درآمدی بر علم اخلاق» منتشر شد.
- از ویلهلم ویندلباند تاریخ فلسفه منتشر می‌شود.
- رنه ورمز احداث مؤسسه بین‌المللی جامعه‌شناسی کوچک

## ۱۸۹۴
- از آلبیون وودبری اسمال اولین کتاب درسی جامعه‌شناسی را نوشت: مقدمه‌ای بر مطالعه جامعه
- از دابلیو. ئی. بی. دیو بویس' سیاهان فیلادلفیا منتشر شد.

## ۱۸۹۵
- از امیل دورکیم «درباره عادی بودن جنایت» منتشر شد.
- از امیل دورکیم «قواعد روش جامعه‌شناسی» منتشر شد.
- از اولین انتشار نشریه جامعه‌شناسی آمریکا توسط انتشارات دانشگاه شیکاگو

### درگذشتگان
- ۵ اوت: فریدریش انگلس

## ۱۸۹۶
- از هنری برگسون کتاب ماده و حافظه منتشر شد.
- از فرانکلین هنری گیدینگز کتاب اصول جامعه‌شناسی منتشر شد.
- از گایتانو موسکا کتاب طبقه حاکم منتشر شد.
- از رنه ورمز کتاب طبیعت و روش جامعه‌شناسی منتشر شد.

## ۱۸۹۷
- از دابلیو. ئی. بی. دیو بویس' روح‌های مردم سیاه منتشر شد.
- از امیل دورکیم خودکشی منتشر شد.
- از ویلفردو پارتو «نظریه‌های جدید اقتصاد» منتشر شد.
- اولین انتشار سالنامه جامعه‌شناسی

### تولد
- ۲۲ مه: استانیسلاو اوسوفسکی
- ۲۲ ژوئن: نوربرت الیاس
- ۲۸ اوت: لوئیس ویرث

## ۱۸۹۸
- از فرانکلین هنری گیدینگز عناصر جامعه‌شناسی منتشر شد.
- از گابریل تارد قوانین اجتماعی: طرح کلی جامعه‌شناسی منتشر شده‌است.
- از شارلوت پرکینز گیلمن زنان و اقتصاد منتشر شد.

## ۱۸۹۹
- از کارل کائوتسکی کتاب درباره مسئله کشاورزی منتشر شد.
- از ولادیمیر ایلیچ اولیانوف لنین کتاب توسعه سرمایه‌داری در روسیه منتشر شد.
- از تورستن وبلن کتاب نظریه طبقه تن‌آسا: مطالعه اقتصادی تکامل نهادها منتشر شد.